# شمس‌آباد (شمس‌آباد)
شمس‌آباد یک منطقهٔ مسکونی در ایران است که در دهستان شمس‌آباد شهرستان اراک واقع شده‌است. شمس‌آباد ۷۶ نفر جمعیت دارد.